# Plötzlich fett!
Plötzlich fett! ist eine deutsch-österreichische Filmkomödie und ein Liebesfilm des Regisseurs Holger Haase aus dem Jahr 2011. In der Hauptrolle verkörpert Sebastian Ströbel den mit einem durchtrainierten Körper gesegneten Nick, der eine ablehnende Haltung gegenüber korpulenten Menschen hat.

## Handlung
Nick, der in seiner Kindheit und Jugend immer aufgrund seines hohen Körpergewichts von anderen gehänselt wurde, ist mittlerweile ein erwachsener Mann mit einem durchtrainierten Körper und Geschäftsführer eines Fitnessstudios. Die Frauen liegen ihm zu Füßen, und gegen korpulente Menschen hat er eine Abneigung entwickelt.
Die etwas fülligere Eva ist Bäckerin in dem Hotel, das über dem Fitnessstudio von Nick angesiedelt ist. Evas Freund Paul ist ihre Körperfülle unangenehm. Der Zufall will es, dass ausgerechnet Eva bei einer Verlosung ein gemeinsames Training mit Nick gewinnt, wo sie jedoch sofort seine Abneigung gegenüber korpulenten Menschen zu spüren bekommt. Den Zufriedenheitsfragebogen füllt sie mit negativer Kritik aus, jedoch wird dieser von einem Windstoß erfasst. Als sie versucht, den Bogen wieder einzufangen, stürzt sie vom Dach des Hotels. Unten angekommen und aus der Bewusstlosigkeit erwacht, findet sie sich plötzlich in einem schlanken Körper wieder. Irgendwie muss ein Wunder geschehen sein, denn zum gleichen Zeitpunkt ist der ehemals durchtrainierte Nick 180 kg schwer, der sogar Stühle zum Zusammenbrechen bringt, indem er sich auf sie setzt.
Nick leidet von nun an nicht nur unter seinem plötzlichen Gewicht, sondern auch unter den mitleidigen Blicken der Personen, die ihm begegnen. Ausgerechnet in Eva findet er jedoch die Person, die aufgrund eigener Erfahrungen, ihm Unterstützung in seiner Situation gibt. Als sich Eva in ihrem schlanken Körper in den attraktiven Zeitungsreporter Benjamin verliebt, glaubt Nick zunächst, auch sie verloren zu haben. Eva wird jedoch bewusst, dass sie im Grunde Nick liebt. Sie eilt in das mittlerweile in Konkurs geratene Fitnessstudio und trifft dort Nick, der einsam auf der Dachbrüstung des Hotels sitzt. Zwischenzeitlich ist auch Nick klar geworden, dass er zu viel Wert auf die äußere Erscheinung anderer Menschen gelegt hat.
Eva setzt sich zu Nick auf die Brüstung, die beiden kommen sich näher, und kurz bevor sich die beiden küssen, stürzen sie von der Brüstung hinab in die Tiefe. Nick ist daraufhin wieder schlank, Eva hat ihre füllige Figur wieder. Als Eva zu diesem Zeitpunkt Nick in sein wieder schlankes Gesicht sieht, merkt sie ihm gegenüber an, dass nun wieder alles beim alten ist. Nick verneint das und küsst sie.
Die Handlung endet romantisch, indem Nick und Eva Arm in Arm durch die Wiener Altstadt spazieren und Nick gegenüber Eva anmerkt, dass „ein Mann ohne Bauch wie ein Himmel ohne Sterne ist“.

## Produktion
Ivo A. Beck, Danny Krausz und Kurt Stocker produzierten den Film für Ninety-Minute Film GmbH (Berlin) und Dor Film. Gedreht wurde in Wien.

## Kritik
Die Produktion erntete gemischte Kritiken. Beispielsweise urteilt TV Spielfilm mit einem zur Seite gestreckten Daumen: „Der Charme von Amft und Ströbel macht das naive Märchen erträglich“. Das etwas abwertende Fazit der Programmzeitschrift lautet: „Dick aufgetragen, aber arg durchsichtig“.
Der Filmkritiker Rainer Tittelbach konstatiert: „[…] die Besetzung mit der sympathischen, Comedy-erfahrenen „Lust-Schauspielerin“ Diana Amft statt mit irgendeinem aufgepolsterten Hungerhaken war die bestmögliche Wahl“.
Das Lexikon des internationalen Films resümiert: „Märchenhaft-triviale (Fernseh-)Komödie nach gängigen Mustern, solide gespielt und inszeniert auf üblichem Niveau. In einigen Szenen zeigt der Film durchaus Empathie für die Außenseiter einer an Fitness- und Schönheitswahn krankenden Leistungsgesellschaft.“

## Erstausstrahlung
Plötzlich fett! wurde am 30. August 2011 erstmals auf Sat.1 ausgestrahlt. In Österreich war die Erstsendung bereits am 26. August desselben Jahres auf ORF 2. Im italienischen Fernsehen war die Erstsendung am 3. September 2012, dort unter dem Titel Un amore extralarge. In Ungarn wurde der Film unter dem Titel Hirtelen kövér ausgestrahlt, der französische Titel lautet Pour Quelques Kilos de Trop.